# 円立寺 (岐阜県揖斐川町)
円立寺（えんりゅうじ）は岐阜県揖斐郡揖斐川町谷汲にある阿弥陀如来を本尊とする浄土真宗本願寺派の寺院。山号は永応山。深坂戸田氏菩提寺である。
寛和2年（986年）に多田満仲が天台宗の寺として多田院と名付けて建立したと伝わる。その後9代に渡って天台宗が続き、禅宗に改宗してさらに3代続いた。文明3年（1471年）に了空和尚が蓮如上人に帰依し、六字名号の書幅を得た。さらに明暦3年（1657年）6月24日に教超が良如上人の下で改宗し、円立寺と寺号を改めた。
江戸時代に当地を支配した深坂戸田氏の菩提寺となり、戸田氏照から戸田氏栄に至る歴代の位牌が祀られている。また、寺の門は同氏の役所である深坂陣屋の門を移築したものと伝わる。